# دیوید دانفورد
دیوید دانفورد (به انگلیسی: David Dunford) (زادهٔ ۲۹ سپتامبر ۱۹۸۸) شناگر اهل کنیا است.